# Juliana dos Países Baixos
Juliana (Haia, 30 de abril de 1909 – Baarn, 20 de março de 2004) foi a Rainha dos Países Baixos de 1948 até sua abdicação em 1980. Era a única filha da rainha Guilhermina dos Países Baixos e seu marido, o duque Henrique de Meclemburgo-Schwerin, tendo ascendido ao trono após a abdicação de sua mãe.

## Infância e juventude

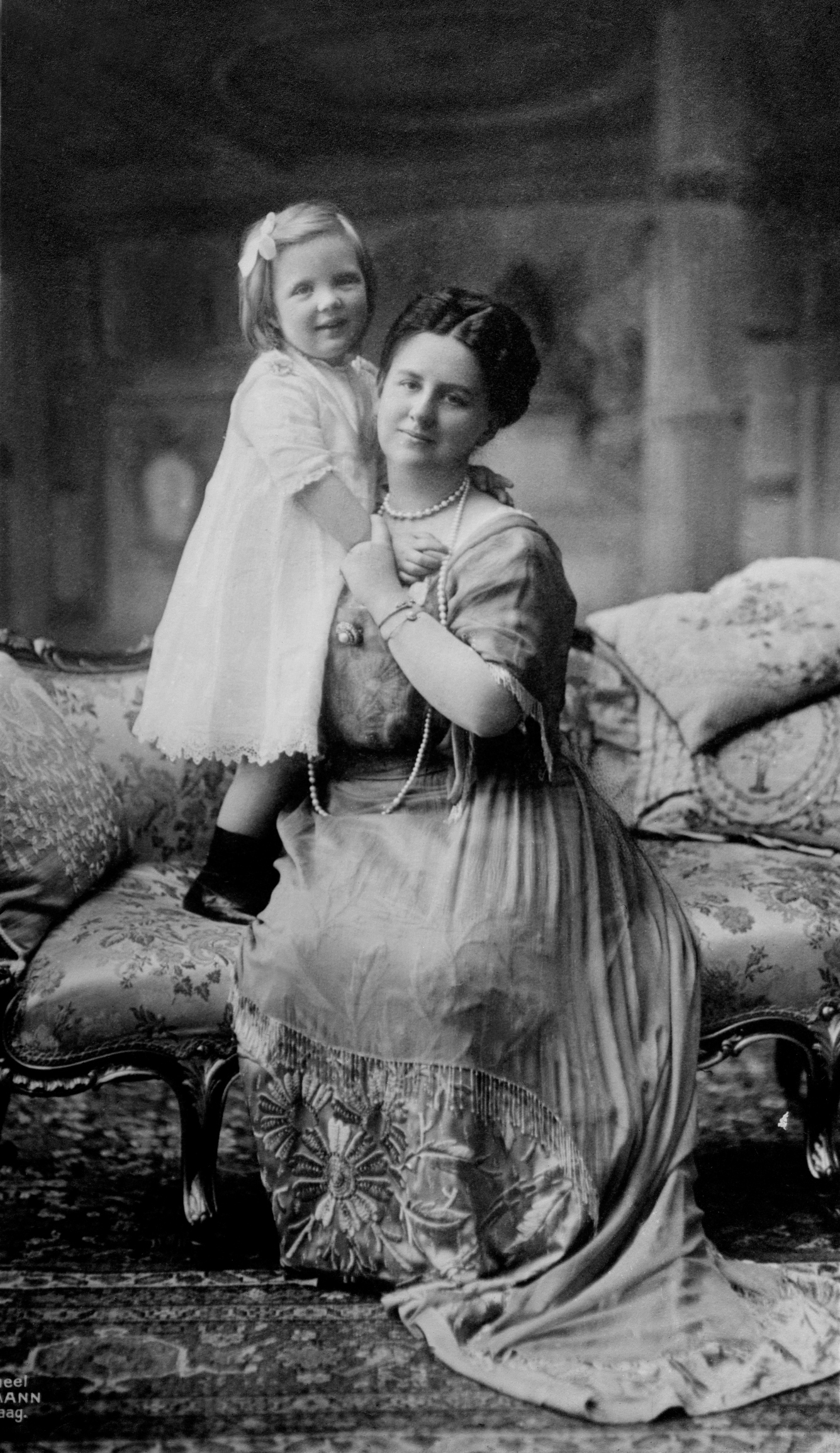
A rainha Juliana, enquanto princesa, e sua mãe, a rainha Guilhermina

Nascida na Haia, filha do príncipe Henrique de Meclemburgo-Schwerin e da rainha Guilhermina dos Países Baixos, a princesa Juliana passou sua infância entre os palácios de Het Loo, em Apeldoorn, Noordeinde e Huis ten Bosch. A partir dos seis anos, começou seus estudos numa escolinha montada no palácio de Noordeinde. Como a constituição neerlandesa especificava que ela deveria estar apta a assumir o trono aos dezoito anos de idade, o ritmo de sua educação teve de ser mais acelerado do que o da maioria das crianças.
Em 30 de abril de 1927, a princesa Juliana comemorou seu 18° aniversário e apenas dois dias depois sua mãe empossou-a no "Raad van State" ("Conselho de Estado"). No mesmo ano, ela entrou para a Universidade de Leiden, onde estudaria sociologia, jurisprudência, economia, história da religião, história parlamentar e lei constitucional. Também assistiu palestras sobre as culturas do Suriname e das Antilhas Neerlandesas e teve aulas particulares de islamismo, principal religião praticada nas colônias das Índias Ocidentais.
Conforme os usos e costumes da época, a rainha Guilhermina começou então a procurar um marido para a filha. A tarefa não foi das mais fáceis, pois além do pretendente ter de pertencer a uma casa real e ser protestante, exigia-se sua adequação ao ambiente monótono e carregado de religiosidade da corte neerlandesa. A escolha acabou recaindo sobre o príncipe alemão Bernardo de Lipa-Biesterfeld, que havia conhecido a princesa Juliana durante os Jogos Olímpicos de Inverno de 1936, na Baviera. Apesar de ser um casamento promovido por interesses de Estado, não restam dúvidas de que a princesa Juliana apaixonou-se profundamente pelo noivo, amor este que duraria uma vida inteira e resistiria a separação durante a Segunda Guerra Mundial e aos diversos casos e filhos extraconjugais do príncipe.
O anúncio do noivado, em 8 de setembro de 1936 dividiu o país, que desconfiava das intenções de um príncipe vindo da Alemanha Nazista. Antes do casamento, em 24 de novembro de 1936, foi conferida a cidadania neerlandesa ao príncipe Bernardo e alterada a grafia do seu nome, do alemão para o neerlandês. O casamento foi realizado em 7 de janeiro de 1937, em Haia, e o casal foi residir no palácio de Soestdijk, em Baarn.

## Exílio
Durante a Segunda Guerra Mundial e a ocupação alemã dos Países Baixos, o príncipe e a princesa decidiram deixar o país com suas duas filhas e rumar para o Reino Unido. A princesa permaneceu ali por um mês antes de levar as crianças para Ottawa, capital do Canadá, onde viveu em Stornoway House, no prestigioso subúrbio de Rockcliffe Park. O príncipe permaneceu em Londres com a rainha Guilhermina e os membros do governo neerlandês no exílio.
Algumas pessoas consideram uma atitude covarde o fato do governo e de toda a família real terem abandonado o país e seu povo nas mãos dos invasores nazistas, provavelmente tendo por base a atitude da família real britânica que permaneceu em Londres durante os bombardeios alemães. Todavia, a Grã-Bretanha não foi invadida, e é de se supor que se a rainha Guilhermina e sua corte houvessem decidido permanecer, teriam sido forçosamente aprisionados.
Durante sua estadia no exílio, a princesa conquistou a simpatia dos canadenses com seus modos simples, pedindo para que ela e as filhas fossem tratadas como qualquer família em épocas de dificuldade. Costumava fazer as próprias compras no mercado, freqüentava cinemas e aguardava na fila como qualquer outro cidadão e até mesmo mandou as meninas estudarem em escolas públicas. Quando do nascimento de sua terceira filha, Margarida, o Parlamento do Canadá aprovou uma lei especial declarando os aposentos da princesa Juliana no Ottawa Civic Hospital como extraterritoriais; se tal não tivesse sido feito e a princesa Margarida recebesse cidadania canadense, ela não poderia entrar para a linha sucessória ao trono neerlandês.
Os laços da princesa Juliana com o Canadá viram-se ainda mais reforçados quando milhares de soldados canadenses lutaram e morreram pela libertação dos Países Baixos, entre 1944 e 1945. Em 2 de maio de 1945, ela voltou num avião de transporte militar com a rainha Guilhermina para a parte reconquistada dos Países Baixos e rumou para Breda onde foi instalado um governo provisório. Como prova de sua gratidão ao Canadá, ela enviou 100 mil bulbos de tulipa à cidade de Ottawa, e mais 20 500 no ano seguinte, com a recomendação de que parte deles deveriam ser plantados no terreno do Ottawa Civic Hospital, onde havia dado luz a princesa Margarida. Nesta mesma época, ela prometeu fazer uma doação anual de tulipas à Ottawa pelo resto de sua vida, e anualmente a cidade organiza um Festival de Tulipas em reconhecimento a esta dádiva.

## Regência
No pós-guerra, a princesa Juliana esteve envolvida em missões humanitárias na parte setentrional do país, onde os saques e depredações efetuados pelos nazistas e o rigoroso inverno de 1944-1945 fizeram muitas vítimas. Ela trabalhou ativamente como presidente da Cruz Vermelha Neerlandesa e em conjunto com a organização de Reconstrução Nacional. Seus modos simples cativaram de tal modo seus súditos que logo eles passaram a desejar que a rainha Guilhermina abdicasse em favor da filha.
Antes que tal ocorresse, a princesa Juliana que estava grávida de sua quarta e última filha, Cristina, contraiu rubéola. A menina nasceu em 1947 com catarata em ambos os olhos e foi declarada como totalmente cega em um olho e com a visão severamente limitada no outro. Posteriormente, graças aos avanços da tecnologia médica, sua visão melhorou a ponto de, com óculos de lentes grossas, poder frequentar a escola e até mesmo andar de bicicleta.
Por várias semanas, no outono de 1947 e novamente em 1948, a princesa atuou como regente quando, por razões de saúde, a rainha Guilhermina esteve impossibilitada de exercer suas atividades. A revolta nas Índias Ocidentais, na qual mais de 150 mil soldados foram empregados para sufocar o levante, foi reputada como um desastre econômico para os Países Baixos. Com a perda certa de sua mais rica colônia, a rainha anunciou sua intenção de abdicar. Em 6 de setembro de 1948, com os olhos do mundo sobre ela, a princesa Juliana, o décimo-segundo membro da Casa de Orange a governar os Países Baixos, foi empossada como rainha em Amesterdão.

## Rainha

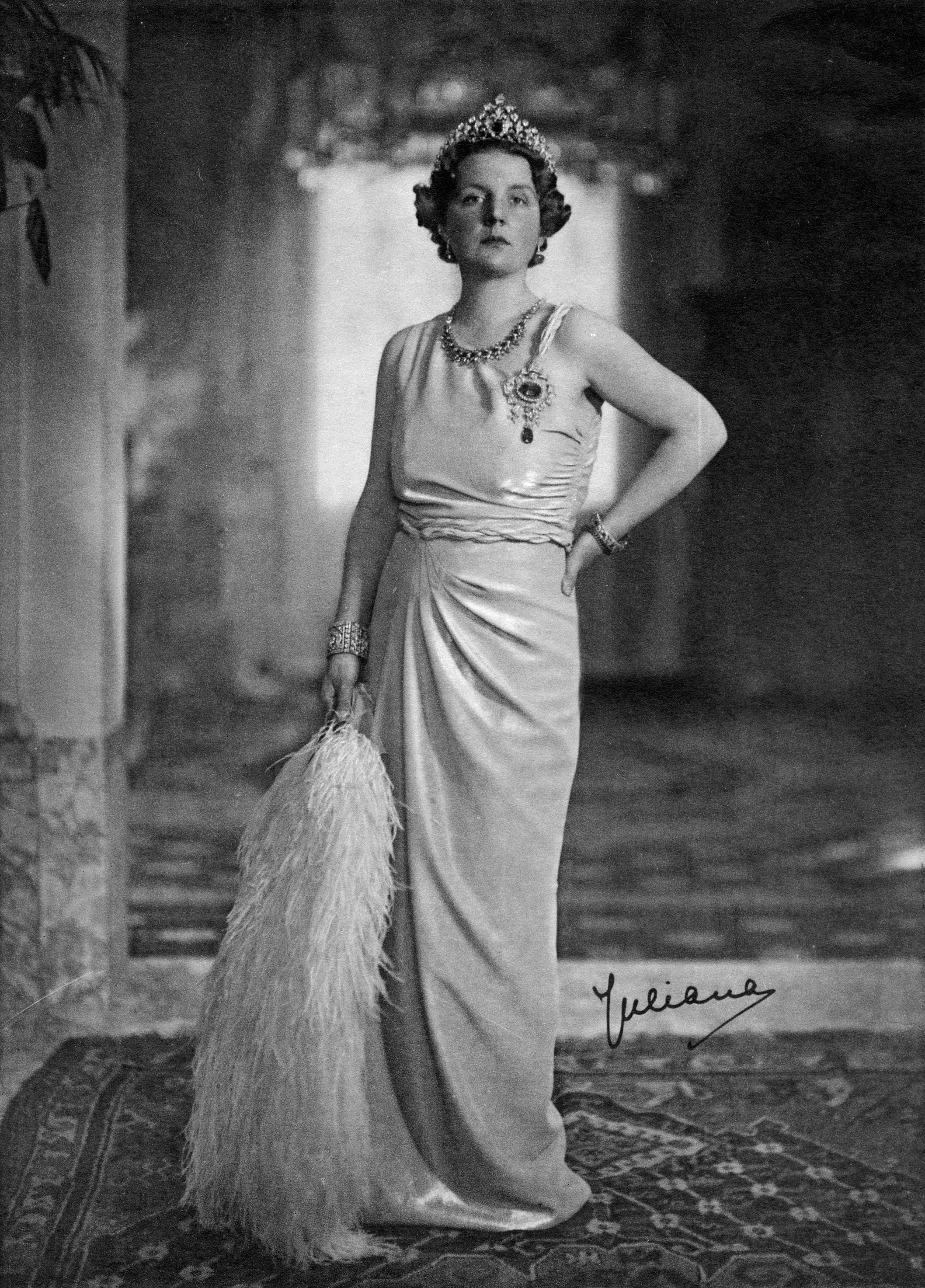
Juliana dos Países Baixos

Os anos de reinado de Juliana I foram marcados por crises constitucionais e escândalos políticos, o que muitas vezes levou seus súditos a considerarem sua renúncia. Tal só não ocorreu pelo fato de que, apesar de tudo, ela era uma pessoa benquista e suas boas ações passadas sempre acabaram prevalecendo sobre os imbróglios em que se viu envolvida, seja por sua própria credulidade, seja pela ação direta de parentes e pessoas de seu círculo íntimo.
Talvez uma das mais nocivas influências no campo pessoal tenha sido exercida pela curandeira Greet Hofmans, uma das pessoas a quem a rainha procurou em busca da cura para a filha Cristina. Embora não tenha curado a menina da cegueira, a ascendência de Hofmans sobre a visão política da rainha cresceu ao ponto de, em 1956, ocasionar uma crise política que rachou a corte e a família real em duas facções: a dela, formada por seus adeptos carolas e pacifistas, e a do príncipe Bernardo, que pretendiam destituir uma rainha considerada como fanática religiosa e uma ameaça para a OTAN. A crise foi solucionada pelo primeiro-ministro e o grupo de Bernardo conseguiu que Hofmans fosse banida da corte, bem como boa parte do grupo de apoio da rainha. Depois do episódio o príncipe cogitou seriamente em pedir o divórcio, mas reconsiderou quando, segundo disse a um jornalista norte-americano, “descobriu que a mulher ainda o amava”.
Em 1963 a rainha Juliana encarou outra crise envolvendo seus súditos protestantes quando foi descoberto que sua filha, a princesa Irene dos Países Baixos, havia não só se convertido secretamente ao catolicismo como, sem aprovação governamental, casara-se em 29 de abril de 1964 com o príncipe Carlos Hugo de Bourbon-Parma da Casa de Bourbon-Parma, Duque de Parma e postulante carlista ao trono da Espanha. Com as lembranças ainda frescas de 400 anos antes, da luta dos neerlandeses contra a Espanha católica pela independência, e pela expulsão dos invasores alemães, tais eventos repercutiram de tal modo negativo através da imprensa que uma onda de hostilidade ergueu-se contra a monarquia e quase resultou num pedido de abdicação da rainha.
Em 1965, nova crise envolvendo outra de suas filhas, a princesa Beatriz dos Países Baixos, herdeira do trono, que anunciou seu noivado com um nobre e diplomata alemão, Claus von Amsberg. O futuro marido da futura rainha tinha sido membro do exército alemão (a Wehrmacht) e também da Juventude Hitlerista. Muitos neerlandeses saíram às ruas para expressar seu desagrado pelo que consideraram quase uma traição à pátria, embora, desta vez, não tenham sido ouvidos pedidos pela abdicação da rainha Juliana (já que, nessa hipótese, a princesa Beatriz teria sido imediatamente coroada). Todavia, o próprio valor da existência da monarquia como tal passou a ser questionado e muitos levantaram a hipótese de que, afinal, a princesa Beatriz poderia bem ser o último membro da Casa de Orange-Nassau a reinar sobre os Países Baixos.
Apesar dos esforços da rainha Juliana para dissuadir sua filha do casamento, a princesa Beatriz resistiu e acabou obtendo o que queria, mesmo sob forte pressão popular. Os súditos todavia, não tardaram a se reconciliar com sua futura rainha quando, em abril de 1967 ela deu à luz o primeiro herdeiro do trono neerlandês em 116 anos, o príncipe Guilherme Alexandre. Este evento alvissareiro coincidiu com um período de crescimento da economia neerlandesa e durante alguns anos a Casa de Orange foi deixada em paz.
Em 1976, novo escândalo sacudiu a família real. Foi revelado que o príncipe Bernardo havia recebido um suborno de US$ 1,1 milhão do fabricante de aeronaves norte-americano Lockheed Corporation, para que usasse sua influência junto ao governo neerlandês na aquisição de aviões de combate. O Primeiro-Ministro ordenou que fosse aberta uma sindicância para apurar os fatos, enquanto o príncipe Bernardo respondia às perguntas dos jornalistas com a frase “estou acima destas coisas”. Desta vez, o povo em vez de pedir a abdicação da rainha Juliana, pareceu temer que ela renunciasse pela vergonha de ter que processar criminalmente o próprio marido.
Em 26 de agosto de 1976, foi liberado um relatório sobre as atividades ilícitas do príncipe Bernardo o qual, embora bastante atenuado e censurado, chocou a opinião pública neerlandesa. O príncipe teve de renunciar a vários de seus cargos públicos, como o de tenente-almirante, general e inspetor geral das forças armadas, membro da diretoria de várias empresas, instituições de caridade e do WWF, do qual foi o primeiro presidente (1962-1976). Teve também que concordar em não usar mais seus amados uniformes. Em troca, o Estado concordou em não processá-lo criminalmente, usando o expediente de remover casos recentes de corrupção do relatório final e abrandando consideravelmente os que foram publicados e que já estavam prescritos.
Em 1979, William Hoffman publicou uma biografia não-autorizada e extremamente crítica sobre a rainha Juliana, intitulada Queen Juliana:  The Story of the Richest Woman in the World (Rainha Juliana:  A História da Mulher Mais Rica do Mundo).

## Abdicação
Em 30 de abril de 1980, no dia de seu 71º aniversário, a rainha Juliana assinou o Ato de Abdicação e sua filha a sucedeu como rainha Beatriz dos Países Baixos. Após a abdicação, ela passou a ser intitulada "Sua Alteza Real, Princesa Juliana dos Países Baixos". Com mais de 80 anos de idade, ela ainda permanecia em atividade em seus inúmeros programas sociais e de caridade.

## Doença e morte

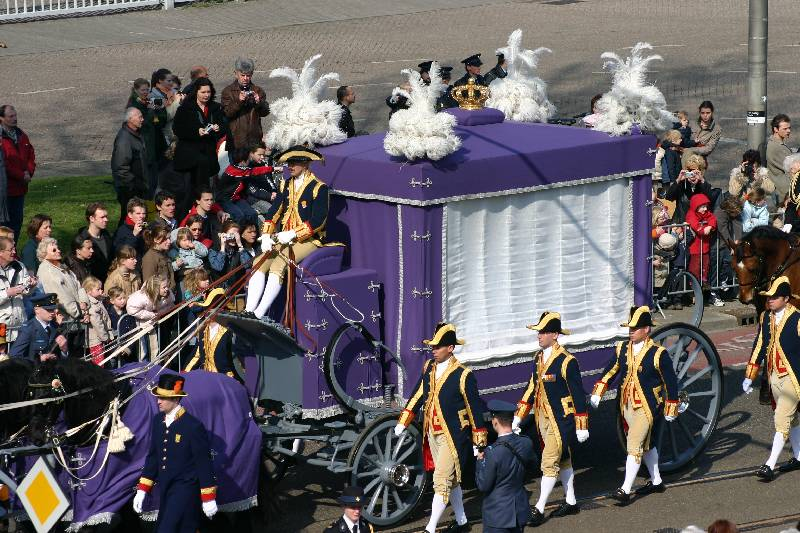
Funeral da rainha Juliana dos Países Baixos

A partir de meados dos anos 1990, a rainha-mãe passou a sofrer de ataques progressivos de senilidade (atribuído ao mal de Alzheimer por muitos, embora isso tenha sido negado pela família real) e logo deixou de ser vista em público. Por ordem dos médicos da corte, ela foi colocada sob vigilância 24 horas por dia, sendo acompanhada sempre por duas enfermeiras. O príncipe Bernardo admitiu publicamente numa entrevista à TV em 2001 que ela deixara de reconhecer a própria família.
A rainha-mãe morreu durante o sono em 20 de março de 2004, aos 94 anos de idade, no Palácio Soestdijk, em Baarn, de complicações provenientes de uma pneumonia, exatamente 70 anos após o falecimento de sua avó, Ema de Waldeck e Pyrmont. Ela foi embalsamada (diferentemente da mãe, que preferiu não o ser) e em 30 de março de 2004 foi sepultada ao lado da rainha Guilhermina, em Delft.
Seu marido, o príncipe Bernardo, morreu apenas oito meses depois, em 1º de dezembro de 2004, aos 93 anos de idade.

## Títulos, estilos e honras

O monograma da rainha Juliana

### Títulos e estilos
- 30 de abril de 1909 – 6 de setembro de 1948: Sua Alteza Real, a Princesa Juliana
- 6 de setembro de 1948 – 30 de abril de 1980: Sua Majestade, a Rainha dos Países Baixos
- 30 de abril de 1980 – 20 de março de 2004: Sua Alteza Real, a Princesa Juliana

### Honras
Enquanto rainha dos Países Baixos, Juliana foi Grã-Mestra das seguintes Ordens:
- Ordem Militar de Guilherme
- Ordem do Leão dos Países Baixos
- Ordem de Orange-Nassau
- Ordem do Leão Dourado da Casa de Nassau
- Ordem da Casa de Orange
- Ordem de Lealdade e Mérito
- Ordem da Coroa dos Países Baixos

## Descendência

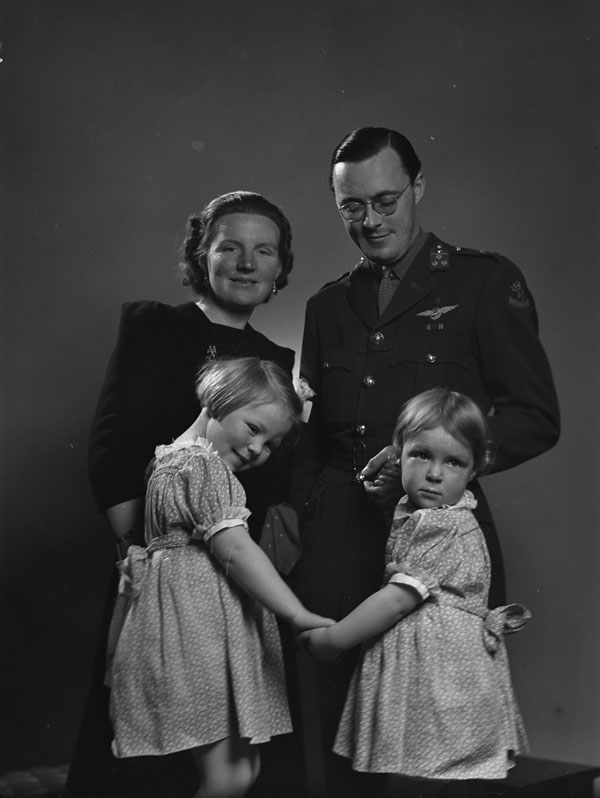
Juliana com o príncipe Bernardo e as filhas Beatriz e Irene

A princesa Juliana e o príncipe Bernardo tiveram quatro filhas:
| Nome                        | Foto | Nascimento              | Falecimento                    | Notas                                                                 |
| --------------------------- | ---- | ----------------------- | ------------------------------ | --------------------------------------------------------------------- |
| Beatriz Guilhermina Armgard |      | 31 de janeiro de 1938   |                                | Apelidada de "Trix", casada com Claus von Amsberg, com descendência.  |
| Irene Ema Isabel            |      | 5 de agosto de 1939     |                                | casada com o príncipe Carlos Hugo de Bourbon-Parma, com descendência. |
| Margarida Francisca         |      | 19 de janeiro de 1943   |                                | casada com Pieter van Vollenhoven, com descendência.                  |
| Maria Cristina              |      | 18 de fevereiro de 1947 | 16 de agosto de 2019 (72 anos) | casada com Jorge Guillermo, com descendência.                         |